# Andrzej Ćwikliński
Andrzej Ćwikliński, właśc. Wacław Wojciech Ćwikliński (ur. 23 września 1937 w Piotrkowie Trybunalskim, zm. 26 marca 1983 w Montrealu) – polski duchowny starokatolicki.
Syn Stanisława i Zofii z Popławskich. Po ukończeniu liceum nauczycielskiego w Piotrkowie Trybunalskim podjął zabiegi celem wstąpienia do stanu duchownego. Formację odbywał w Tyńcu, Krakowie i Czerwińsku. Od 1956 działał w środowisku polskich starokatolików i w misji starokatolickiej wśród staroobrzędowców (popowców). Podjął współpracę z biskupem Ignacym Wysoczańskim. Był emisariuszem w sprawie unii kościelnej pomiędzy Kościołem Starokatolickim na Węgrzech i Wschodnim Kościołem Staroobrzędowym w Polsce. Przebywał w Budapeszcie, gdzie prowadził rozmowy z lokalnym biskupem Marią Ottonem Fehérvárym. Duszpasterzował we Wrocławiu, Krakowie i Olsztynie. W 1960 przyjął wzorem wschodnim imię zakonne Andrzej. Ignacy Wysoczański mianował go staroobrzędowym eparchą olsztyńsko-białostockim i udzielił sakry biskupiej. Sakry miał mu również udzielić biskup Maria Otton Fehérváry. Ćwikliński był współkonsekratorem przynajmniej raz – 20 sierpnia 1962 asystował Ignacemu Wysoczańskiemu w Kosewie podczas sakry Jakuba Jana Antoniego Malczewskiego.
Andrzej Ćwikliński brał udział w staraniach o rejestrację prawną Wschodniego Kościoła Staroobrzędowego w Polsce, a także pozyskania przez niego obiektów sakralnych na Mazurach. Był jednym ze współzałożycieli stowarzyszenia Chrześcijańska Misja Filantropii Pokoju Świata. W 1962 po nieporozumieniach i próbie przejęcia władzy zerwał współpracę z Ignacym Wysoczańskim. Wyjechał za granicę. W 1964 znalazł się w Kanadzie, gdzie wstąpił do Polskiego Narodowego Kościoła Katolickiego. Został duchownym diecezji Buffalo-Pittsburgh PNKK. Biskup Tadeusz Zieliński skierował go do pracy wikariusza w parafii św. Jana Chrzciciela w Toronto, a w 1965 mianował proboszczem parafii Świętego Krzyża w Montrealu. Jego staraniem został zbudowany nowoczesny kościół parafii PNKK w dzielnicy Rosemont.
Od 1968 był księdzem diecezji kanadyjskiej PNKK, od 1971 członkiem Rady Głównej PNKK, od 1974 administratorem senioratu wschodniego diecezji kanadyjskiej PNKK, a od 1976 członkiem komisji Rady Głównej PNKK do spraw misji w Brazylii.
Zmarł na białaczkę. Pochowany został w Montrealu. Urna z sercem duchownego została złożona w grobie rodzinnym na cmentarzu w Piotrkowie Trybunalskim.